# Plectropomus areolatus
Plectropomus areolatus là một loài cá biển thuộc chi Plectropomus trong họ Cá mú. Loài này được mô tả lần đầu tiên vào năm 1830.

## Từ nguyên
Tính từ định danh areolatus trong tiếng Latinh có nghĩa là "có vòng", hàm ý đề cập đến những đốm tròn màu xanh trên cơ thể và các vây của loài này.

## Phạm vi phân bố và môi trường sống
Từ Biển Đỏ, P. areolatus được phân bố trải dài về phía đông đến quần đảo Phoenix (Kiribati) và quần đảo Samoa, băng qua nhiều vùng biển thuộc khu vực Ấn Độ Dương - Thái Bình Dương, ngược lên phía bắc đến quần đảo Ryukyu (Nhật Bản), xa về phía nam đến Úc (từ Tây Úc vòng qua phía bắc đến Queensland); ở Biển Đông, P. areolatus được ghi nhận tại quần đảo Hoàng Sa.
P. areolatus sống tập trung ở những khu vực mà san hô phát triển tốt trên các rạn viền bờ và trong đầm phá, độ sâu được tìm thấy đến ít nhất là 70 m.

## Bị đe dọa
Số lượng của P. areolatus đang bị suy giảm đáng kể do nạn đánh bắt quá mức, đặc biệt là việc nhắm mục tiêu đánh bắt vào các nhóm sinh sản của chúng. Biến đổi khí hậu cũng tác động tiêu cực đến loài này. Vì những lý do đó, P. areolatus được xếp vào Loài sắp nguy cấp theo Sách đỏ IUCN.

## Mô tả
Chiều dài cơ thể lớn nhất được ghi nhận ở P. areolatus là 80 cm. Loài này có màu trắng xám, được phủ dày đặc các đốm nhỏ màu xanh lam óng viền đen. Đôi khi có các vệt đen dọc lưng. Vây đuôi có dải trắng mỏng ở rìa ngoài, gần rìa là một dải đen dày hơn.
Số gai ở vây lưng: 8; Số tia vây ở vây lưng: 11; Số gai ở vây hậu môn: 3; Số tia vây ở vây hậu môn: 8; Số tia vây ở vây ngực: 15–16; Số gai ở vây bụng: 1; Số tia vây ở vây bụng: 5; Số vảy đường bên: 83–97.

## Sinh học
Thức ăn của P. areolatus là những loài cá nhỏ hơn. P. areolatus nhiều khả năng là một loài lưỡng tính tiền nữ. Loài này sinh sản theo đàn.
P. areolatus có thể sống đến 14 năm.

## Thương mại
P. areolatus là loài được nhắm mục tiêu đánh bắt trong nghề cá thương mại. Mặc dù là một loài cá thực phẩm, ngộ độc ciguatera đã được báo cáo ở P. areolatus cũng như nhiều loài Plectropomus khác.